# نادي سوفاباكا
نادي سوفاباكا لكرة القدم هو نادي كرة قدم، من نيروبي عاصمة كينيا. يلعب مبارياته على ملعب نيايو الوطني.

## مشاركاته في بطولات الاتحاد الأفريقي لكرة القدم
- دوري أبطال أفريقيا: مشاركة 1

2010 - الدور التمهيدي
- كأس الاتحاد الكونفدرالي الأفريقي لكرة القدم: مشاركتين

2008 - مستبعد
2011 -

## وصلات خارجية
- www.sofapaka.com